# Marvinmeyeria lucida
Marvinmeyeria lucida är en ringmaskart som först beskrevs av Moore 1954.  Marvinmeyeria lucida ingår i släktet Marvinmeyeria och familjen broskiglar. Inga underarter finns listade i Catalogue of Life.